# Retrato de Santa Joana Princesa (Nuno Gonçalves)
O Retrato de Santa Joana Princesa é uma pintura a óleo sobre madeira de castanho atribuida ao pintor português Nuno Gonçalves realizada em 1472-75 e que está em exposição no Museu de Aveiro em Aveiro.
Para o académico Pedro Dias, este Retrato da princesa Joana, filha do rei D. Afonso V, é o mais belo da pintura antiga portuguesa. Obra enternecedora, em que a infanta nos é apresentada jovem em traje de corte, saiu decerto das mãos de um pintor da corte e a lógica e o nível estético e técnico da obra, bem como o sentimento que revela, apenas permitem apontar para autoria de Nuno Gonçalves.

## Descrição
A obra apresenta o busto da Princesa Santa Joana, de frente, em traje de corte. O cabelo comprido de cor clara está cingido na cabeça por uma coifa em ouro, cravejada de pedras preciosas e pérolas. Usa vestido em bico com decote rendado tendo a mão direita sobre o colo parcialmente coberta por uma madeixa de cabelo com um anel no dedo indicador.

## Resumo da vida da Princesa
Após recusar várias propostas de casamento, Joana entrou no Convento de Jesus de Aveiro da ordem dominicana feminina em Aveiro, em 1475, onde viveu até à sua morte seguindo em tudo a regra de vida e estilo das monjas, mas não tendo chegado a professar votos de freira por ser princesa real e potencial herdeira do trono.
A princesa Joana foi beatificada em 1693 pelo Papa Inocêncio XII, tendo festa a 12 de Maio, e o Papa Paulo VI, a 5 de Janeiro de 1965, declarou-a especial protectora da cidade de Aveiro.

## História
O retrato terá sido trazido por D. Filipa (filha do Infante D. Pedro, Duque de Coimbra) para o Convento de Jesus de Aveiro, local onde permanece. Quando da extinção das ordens religiosas e a nacionalização dos bens da Igreja a obra entrou no património do Estado.